# Rhombomys opimus
Rhombomys opimus là một loài động vật có vú trong họ Chuột, bộ Gặm nhấm. Loài này được Lichtenstein mô tả năm 1823.

## Hình ảnh

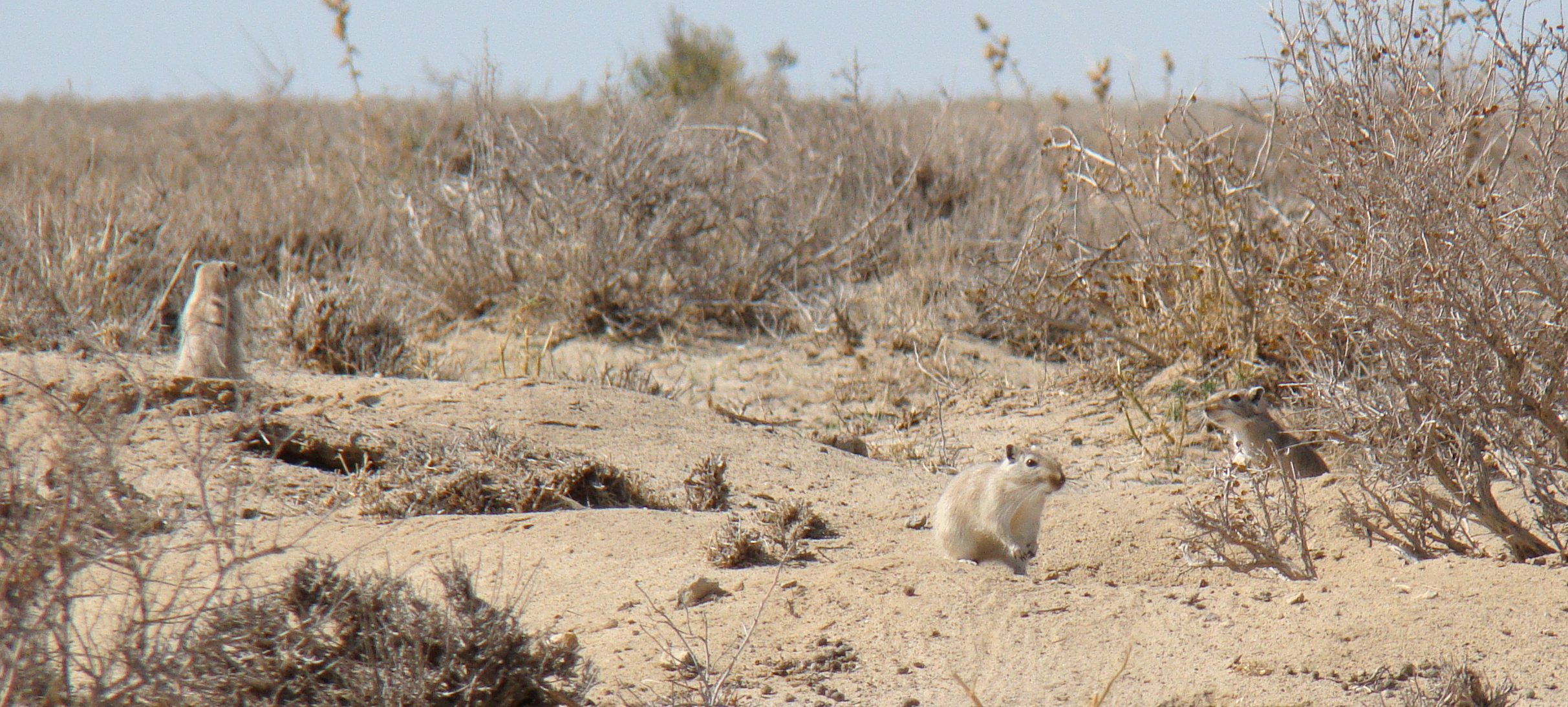
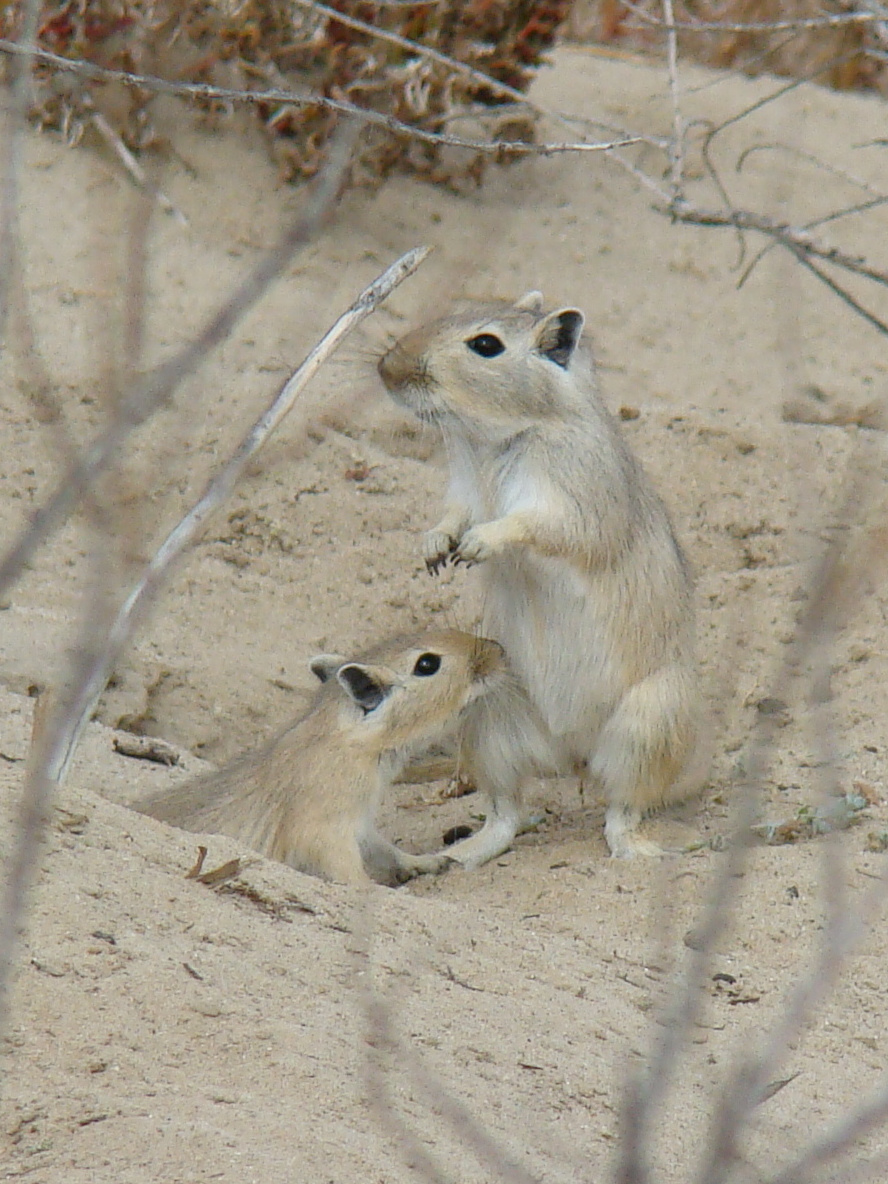
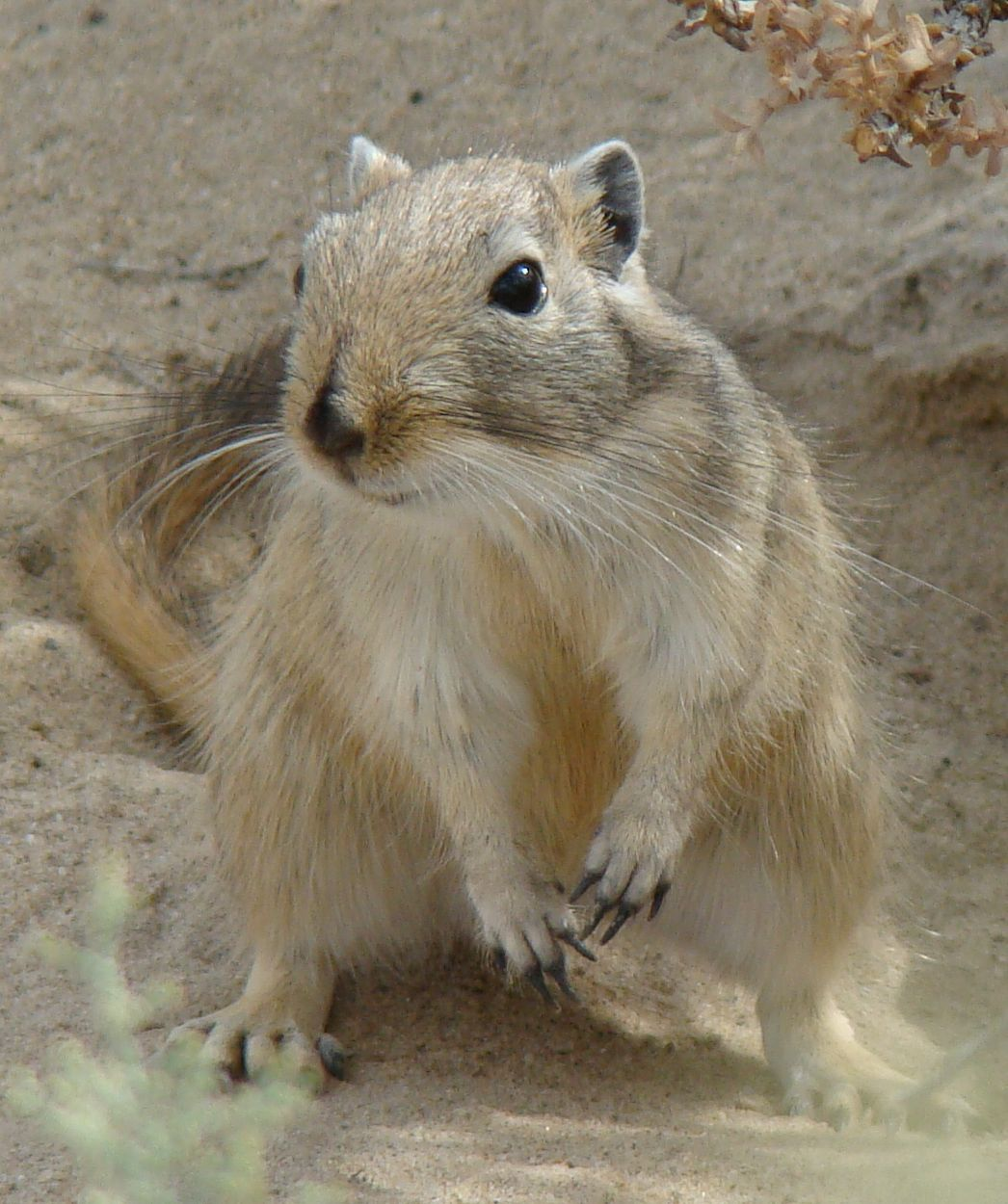